# Miss Wyoming USA

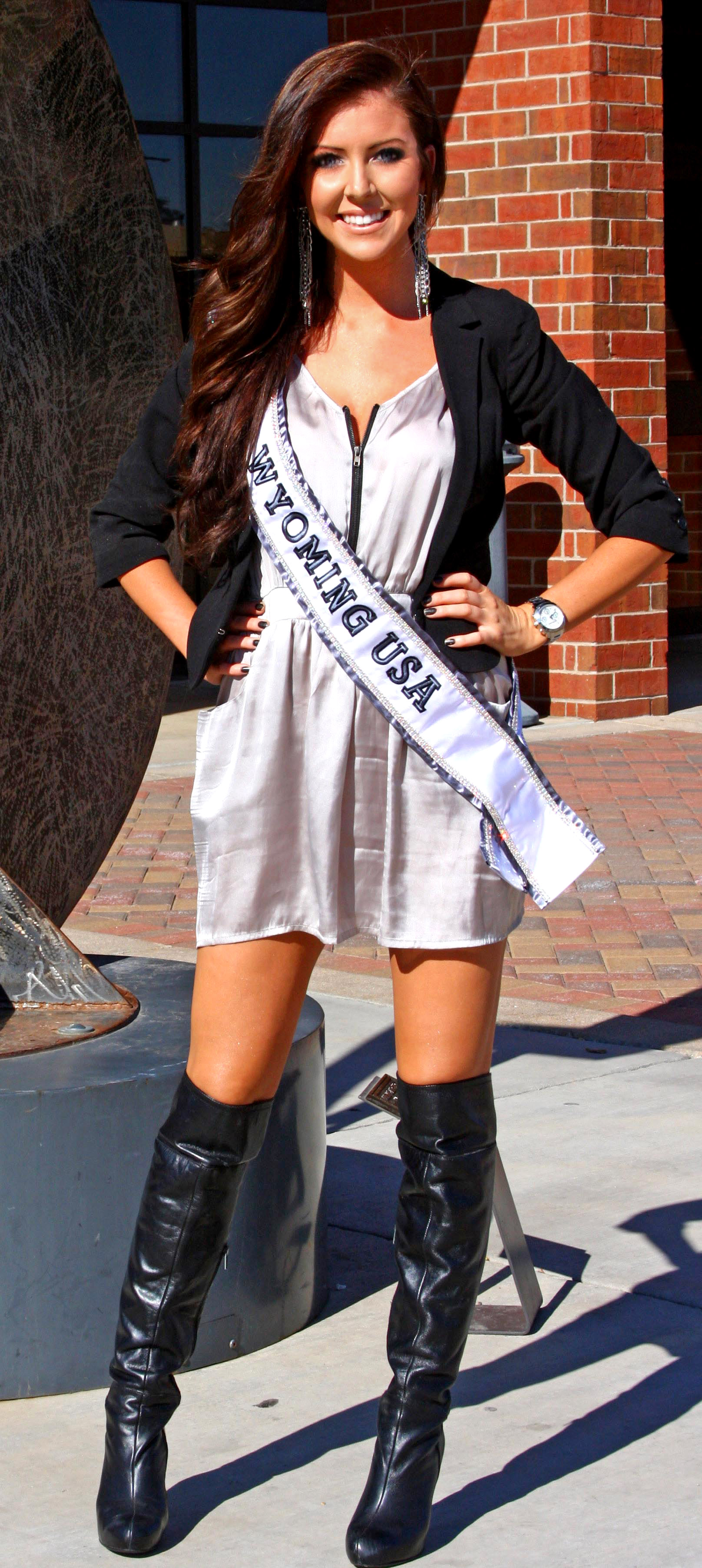
Holly Allen, Miss Wyoming USA 2012

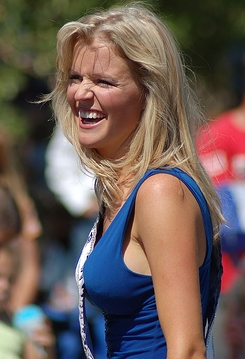
Kristin George, Miss Wyoming USA 2006

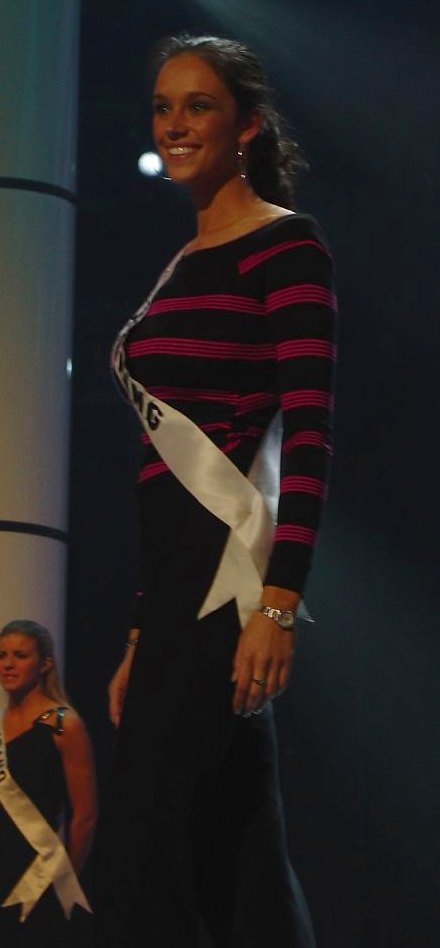
Katie Rudoff, Miss Wyoming USA 2004

A competição de Miss Wyoming USA é o concurso de beleza destinado a eleger a representante do Estado do Wyoming para o concurso Miss USA. Atualmente, o concurso Miss Wyoming USA é produzido pela Future Productions.
O Wyoming é um dos Estados menos bem-sucedidos no Miss USA, que apenas chegou às semifinais por duas vezes, em 1986 e 2010. Este Estado tem, no entanto, três prêmios de Miss Simpatia e um título de Miss Fotogenia.
Duas misses Wyoming USA venceram o título de Miss Wyoming Teen USA e competiram no Miss USA e três competiram no Miss América.

## Vencedoras
| Ano  | Nome                | Cidade       | Idade1       | Classificação no Miss USA | Premiações Especiais no Miss USA              | Notas                                                         |
| ---- | ------------------- | ------------ | ------------ | ------------------------- | --------------------------------------------- | ------------------------------------------------------------- |
| 2020 | Katie Bozner        | Cheyenne     | 24           |                           |                                               |                                                               |
| 2019 | Addison Treesh      | Gilette      | 19           |                           |                                               |                                                               |
| 2018 | Callie Bishop       | Casper       | 27           |                           | Miss Simpatia                                 | Foi Miss Wyoming Teen USA 2008                                |
| 2017 | Mikaela Shaw        | Casper       | 23           |                           | Empate pelo Miss Simpatia com a Miss Missouri | Foi Miss Wyoming 2015. Candidata no National Sweetheart 2013. |
| 2016 | Autumn Olson        | Saratoga     | 21           |                           |                                               | Foi Miss Wyoming Teen USA 2013                                |
| 2015 | Caroline Scott      | Cheyenne     | 22           |                           |                                               | Foi Miss Wyoming Teen USA 2010 e top 15 no Miss Teen USA 2010 |
| 2014 | Lexi Hill           | Gillette     | 20           |                           |                                               |                                                               |
| 2013 | Courtney Gifford    | Sheridan     | 24           |                           |                                               |                                                               |
| 2012 | Holly Allen         | Lander       | 24           |                           |                                               |                                                               |
| 2011 | Kaitlyn Davis       | Laramie      | 20           |                           |                                               |                                                               |
| 2010 | Claire Schreiner    | Gillette     | 22           | Top 15                    |                                               |                                                               |
| 2009 | Cynthia Pate        | Casper       |              |                           | Miss Simpatia                                 |                                                               |
| 2008 | Cassie Shore        | Casper       | 21           |                           |                                               |                                                               |
| 2007 | Robyn Johnson       | Sheridan     | 22           |                           |                                               |                                                               |
| 2006 | Kristin George      | Casper       | 24           |                           |                                               | Anteriormente Miss Wyoming Teen USA 2000                      |
| 2005 | Abby Norman         | Laramie      | 21           |                           |                                               | Miss Simpatia no National Sweetheart 2002                     |
| 2004 | Katie Rudoff        | Green River  | 20           |                           |                                               | Anteriormente Miss Wyoming Teen USA 1999                      |
| 2003 | Jamie Gorman        | Cheyenne     |              |                           |                                               |                                                               |
| 2002 | Jeannie Crofts      | Cheyenne     |              |                           |                                               |                                                               |
| 2001 | Heather Jackelen    | Rock Springs |              |                           |                                               | Mais tarde Miss Wyoming 2005 e Miss Galaxy 2007               |
| 2000 | Rebecca Smith       | Jackson Hole |              |                           |                                               |                                                               |
| 1999 | Arnica Bryant       | Cheyenne     |              |                           |                                               |                                                               |
| 1998 | Megan Wigert        | Cheyenne     |              |                           |                                               |                                                               |
| 1997 | Stacy Cenedese      | Cheyenne     |              |                           |                                               | Anteriormente Miss Wyoming 1992                               |
| 1996 | Kellee Kattleman    | Laramie      |              |                           |                                               |                                                               |
| 1995 | Susan Shaffer       | Cheyenne     |              |                           |                                               |                                                               |
| 1994 | Tolan Clark         | Cheyenne     |              |                           |                                               |                                                               |
| 1993 | Leissann Stolz      | Cheyenne     |              |                           |                                               |                                                               |
| 1992 | Lisa Postle         | Green River  |              |                           |                                               |                                                               |
| 1991 | Wendy Lee Dunn      | Laramie      |              |                           |                                               |                                                               |
| 1990 | Cheryl James        | Cheyenne     |              |                           |                                               |                                                               |
| 1989 | Chandra Anderson    | Jackson      |              |                           |                                               |                                                               |
| 1988 | Kristen Youmans     | Casper       |              |                           |                                               |                                                               |
| 1987 | Michelle Zimmermann | Recluse      |              |                           |                                               |                                                               |
| 1986 | Beth King           | Cheyenne     | 22           | Semi-finalista            | Miss Fotogenia                                |                                                               |
| 1985 | Wendy Hartwigsen    | Gillette     |              |                           |                                               |                                                               |
| 1984 | Cheryl Rawson       | Laramie      |              |                           |                                               |                                                               |
| 1983 | Joanie Engstrom     | Rawlins      |              |                           |                                               |                                                               |
| 1982 | Judy Wilder         | Casper       |              |                           |                                               |                                                               |
| 1981 | Deborah Aspinwall   | Riverton     |              |                           |                                               |                                                               |
| 1980 | Suzie Harris        | Casper       |              |                           |                                               |                                                               |
| 1979 | Pam Williams        | Casper       |              |                           | Miss Simpatia                                 |                                                               |
| 1978 | Kathryn Flitner     | Greybull     |              |                           |                                               |                                                               |
| 1977 | Michele Fisser      | Cheyenne     |              |                           |                                               |                                                               |
| 1976 | Murlie Colosky      | Laramie      |              |                           |                                               |                                                               |
| 1975 | Kimberly Pring      | Cheyenne     |              |                           |                                               | Depois Miss Wyoming 1978                                      |
| 1974 | Debbie Petty        | Cheyenne     |              |                           |                                               |                                                               |
| 1973 | Michele Walter      | Cheyenne     |              |                           |                                               |                                                               |
| 1972 | Tamara Tulley       | Cheyenne     |              |                           |                                               |                                                               |
| 1971 | Kay Heaton          | Cheyenne     |              |                           |                                               |                                                               |
| 1970 | Elizabeth Swarthout | Sheridan     |              |                           |                                               |                                                               |
| 1969 | Pam Lewis           | Cheyenne     |              |                           |                                               |                                                               |
| 1968 | Penny Smathers      | Douglas      |              |                           |                                               |                                                               |
| 1967 | Helen Barker        |              |              |                           |                                               |                                                               |
| 1966 | Linda Leafdale      | Thermopolis  |              |                           | Miss Simpatia                                 |                                                               |
| 1965 | Linda Peck          |              |              |                           |                                               |                                                               |
| 1964 | Não competiu        | Não competiu | Não competiu | Não competiu              | Não competiu                                  | Não competiu                                                  |
| 1963 | Não competiu        | Não competiu | Não competiu | Não competiu              | Não competiu                                  | Não competiu                                                  |
| 1962 | Ann Bonner          |              |              | desistiu                  |                                               |                                                               |
| 1961 | Judy Larae Walton   |              |              |                           |                                               |                                                               |
| 1960 | Anita Simons        |              |              |                           |                                               |                                                               |
| 1959 | Linda Lou Phillips  |              |              |                           |                                               |                                                               |
| 1958 | Dorothy Kochiras    |              |              |                           |                                               |                                                               |
| 1957 | Marilyn Hawkins     |              |              |                           |                                               |                                                               |
| 1956 | Marilyn Scott       |              |              |                           |                                               |                                                               |
| 1955 | Barbara Kaye Latta  |              |              |                           |                                               |                                                               |
| 1954 | Faith Radenbaugh    |              |              |                           |                                               |                                                               |
| 1953 | Nancy Rogers        |              |              |                           |                                               |                                                               |
| 1952 | Não competiu        | Não competiu | Não competiu | Não competiu              | Não competiu                                  | Não competiu                                                  |

1 Idade à época do concurso Miss USA